# Michel Amardeilh
Michel Amardeilh est un ancien nageur et poloïste français reconverti en entraîneur de natation, né le 23 juin 1952 à Constantine. Il fut nageur et poloïste au Cercle des nageurs de Marseille de 1962 à 1976. Il entraine ensuite le Cercle des nageurs d'Avignon de 1977 à 1992 puis le Cercle des nageurs de Marseille de 1992 à 2000. En 2000 il part au Club nautique brestois jusqu'en 2006, puis entraine le club de natation de la petite ville de Trèbes dans l'Aude (11). Après la liquidation du club, il prend sa retraite en 2016.
- Champion de France du 100 mètres papillon en 1970, 1973.
- Champion de France du 4x100 mètres 4 nages en 1973, 1974, 1975, 1976.
- Champion de France de water polo en 1973, 1974, 1975.